# Wolfgang Mag
Wolfgang Mag (* 6. Oktober 1938 in Bad Homburg vor der Höhe; † 1. September 2024 in Bad Sassendorf) war ein deutscher Wirtschaftswissenschaftler und Hochschullehrer.

## Leben
Im Anschluss an ein Studium der Betriebswirtschaftslehre an der Goethe-Universität Frankfurt am Main und anschließender Promotion und Habilitation erhielt er einen Ruf der Ruhr-Universität Bochum, wo er bis zu seiner Emeritierung 2004 den Lehrstuhl für Theoretische Betriebswirtschaftslehre innehatte. Er arbeitete auf den Gebieten der Entscheidungstheorie, Unternehmungsführung, Organisation und Personalwirtschaft.

## Werke (Auswahl)
- Entscheidung und Information. Vahlen 1977, ISBN 3-8006-0617-8
- Unternehmungsplanung. Vahlen 1995, ISBN 3-8006-1915-6
- Einführung in die betriebliche Personalplanung. Vahlen 1998, ISBN 3-8006-2291-2